# الدوري الهولندي الممتاز 1957–58
الدوري الهولندي الممتاز 1957-1958 هو الموسم الثاني من الدوري الهولندي الممتاز منذ إنشائه في عام 1955. فاز بهذا الموسم في في دوس.

## الفرق
يشارك ما مجموعه 18 فريقا في الدوري: الفرق الخمسة عشر المتبقية من الموسم المنقضي، والفريقين الفائزين بمباريات الصعود/الهبوط إضافة إلى بطل دوري الدرجة الأولى.

## روابط خارجية
- الموقع الرسمي (بالهولندية)